# Pyrinia rutilaria
Pyrinia rutilaria är en fjärilsart som beskrevs av Jacob Hübner 1818. Pyrinia rutilaria ingår i släktet Pyrinia och familjen mätare. Inga underarter finns listade.